# Progres (album)
Progres – drugi album solowy polskiego rapera 1z2. Wydawnictwo ukazało się 10 kwietnia 2008 roku nakładem wytwórni muzycznej UnikaTowar. Płyta powstawała na przełomie trzech lat i jest zbiorem 15 utworów utrzymanych w klasycznym brzmieniu hip-hopowym.
Za stronę muzyczną odpowiada w większości ekipa producencka z Niemiec Truestatiks oraz polscy producenci: Szyha, L.A. (White House), Sherlock, Beztwarzy, Zjawin, Erio/Rytm, WRB, Rusher, Emo, Golden. Z kolei scratche wykonał DJ S-Master.
Gościnnie 1z2 wspomagają wokalnie: RDS (W Zmowie), Bartosz, Miexon (Endefis), Ekonom (Fenomen), Pyskaty (SNS), Ero (BC, JWP), Pils (S2O) i Natalia.

## Lista utworów
Opracowano na podstawie materiału źródłowego.
1. "Tak po prostu" (produkcja: Beztwarzy) – 4:03
2. "Powiedz" (produkcja: L.A. (White House), gościnnie: Ekonom, Bartosz, Miexon (Endefis)) – 3:56
3. "Nie każdy" (produkcja: Truestatiks) – 5:32
4. "Patrzę" (produkcja: Erio, Rytm, gościnnie: Miexon, Pils) – 4:58
5. "Nie mów nie" (produkcja: Truestatiks, gościnnie: RDS) – 3:56
6. "Adaptacja" (produkcja: Truestatiks) – 3:23
7. "Inspiracja życie" (produkcja: Sherlock) – 3:11
8. "N.P." (produkcja: Wrb, gościnnie: Natalia) – 3:43
9. "Pokaż styl" (produkcja: DJ Rusher, scratche: DJ S-Master) – 3:31
10. "S.T.R." (gościnnie: Ero, Pyskaty, scratche: DJ S-Master) – 4:12
11. "Wciąż żywi" (gitara: Szymon Justyna) – 2:55
12. "Na skraju zapomnienia" (produkcja: Emo) – 3:40
13. "Jedna myśl" (produkcja: Beztwarzy) – 3:22
14. "Chcesz to klaszcz" (produkcja: Zjawin) – 3:19
15. "Outro" (produkcja: Truestatiks) – 2:10